# Зазуляк Анастасія Василівна
Анастасія Василівна Зазуляк (нар. 28 жовтня 1999, м. Тернопіль, Україна) — українська фотографиня, фотохудожниця.

## Життєпис
Анастасія Зазуляк народилася 28 жовтня 1999 року у місті Тернополі, нині Тернопільської громади Тернопільського району Тернопільської області України.
Закінчила Тернопільську художню школу імені Михайла Бойчука, Тернопільський національний економічний університет (спеціальність — право). Працює в соціально-спортивній школі фонду «Реал Мадрид».
Захоплюється спортом (йога та біг), любить готувати, вивчає англійську мову.

## Творчість
Фотографією захоплююся з дитинства і неодноразово була переможцем міських та обласних фотоконкурсів. Найбільше любить знімати людей, особливо дітей, бо вони щирі й безпосередні, а також близнюків, веснянкуватих й рудоволосих.
Вихованка фотостудії «Ікс позиція» «Станції юних техніків» (керівник Василь Стрижко) Тернопільської міської ради.
Ділиться досвідом з іншими, а саме: ментор у таборах «Creative summer» (Вроцлав, Польща), «Space kids» (Тернопіль), волонтер у центрі «Window on America for Future Leaders Ternopil».
|  | Я обожнюю фотографувати людей, їхні емоції, мені подобається сам процес спілкування з тими, кого я знімаю, це дуже цікаво. Я завжди прагну, щоб мої фото спонукали глядача до роздумів, до власних висновків. Мене надихають особистості, які вміють бути справжніми у кадрі… |

### Виставки
- колективна фотовиставка «Світ очима дітей» в Тернопільському обласному художньому музеї (2017)[5]
- колективна фотовиставка «Beyond the Lens» міжнародного конкурсу «Siena International Photography Awards» (2018)
- персональна фотовиставка «Люди» у Тернопільській обласній бібліотеці для молоді (2019)[6][7].

## Відзнаки
Призерка численних міжнародних та всеукраїнських конкурсів:
- спеціальний приз за креативність у міжнародному фотоконкурсі «Young people in the 21st century-2020» у категорії  20-29 років (Каунас, Литва)[8]
- переможець у віковій категорії 17-19 років у міжнародному фотоконкурсі «Young people in the 21st century-2019» (Каунас, Литва),
- переможець у номінації «Фоторепортери» XVII міжнародного фестивалю-конкурсу дитячо-юнацької журналістики «Прес-весна на Дніпрових схилах 2019»,
- диплом «Honorable mention» у категорії «До 20» у міжнародному фотоконкурсі «Siena International Photo Awards 2018» (Сієна, Італія)[9],
- переможець 7-го всеукраїнського фотоконкурсу «Благодійність крізь призму об’єктива 2017» у номінаціях «Благодійність очима дітей» та «Приз глядацьких симпатій»[4],
- диплом I ступеня у всеукраїнському конкурсі фото та есе «Філософія довіри»,
- спеціальний приз за креативність у міжнародному фотоконкурсі «Young people in the 21st century-2016» (Каунас, Литва),
- медаль «Роза Лідіце» у конкурсі «International children’s exhibition of fine arts Lidice 2015» (Лідице, Чехія).

## Цікаві факти
- Світлина «Любов без винятків», яку Анастасія Зазуляк зробила на вуличному ринку, потрапила в експозицію XVIII Міжнародної фотовиставки «День-2016»[5].
- Дві світлини потрапили у топ-100 рейтингу до серії робіт під назвою «366-й день України [Архівовано 23 липня 2020 у Wayback Machine.]» туристичного проєкту «Ukraїner» (2019)[10].